# NTX (Index)
NTX (ISIN: AT0000496476) ist ein an der Wiener Börse gelisteter Aktienindex. 
Der NTX beinhaltet auf dem CECEEUR aufbauend Titel aus den zentralosteuropäischen Märkten Polen, Tschechien und Ungarn und Unternehmen aus südosteuropäischen Ländern. Neben den drei CECE-Staaten und Österreich beinhaltet der New Europe Blue Chip Index die Länder Bulgarien, Kroatien, Rumänien, Slowakei und Slowenien. Die Staaten sind relativ gewichtet und Bedeutungsänderungen der abgebildeten Handelsplätze werden nachgebildet.

## Zusammensetzung
(Stand: September 2018)
| Unternehmen                   | Land       | Branche         | Logo |
| ----------------------------- | ---------- | --------------- | ---- |
| Alior Bank                    | Polen      | Bank            |      |
| Andritz                       | Österreich | Anlagenbau      |      |
| Banca Transilvania            | Rumänien   | Bank            |      |
| Bank Pekao                    | Polen      | Bank            |      |
| Bank Zachodni WBK             | Polen      | Bank            |      |
| Bawag P.S.K.                  | Österreich | Bank            |      |
| CA Immobilien Anlagen         | Österreich | Immobilien      |      |
| CCC                           | Polen      | Einzelhandel    |      |
| ČEZ                           | Tschechien | Versorger       |      |
| Erste Group Bank              | Österreich | Bank            |      |
| Immofinanz                    | Österreich | Immobilien      |      |
| Jastrzębska Spółka Węglowa    | Polen      | Montanindustrie |      |
| KGHM Polska Miedź             | Österreich | Montanindustrie |      |
| Komerční banka                | Tschechien | Bank            |      |
| LPP                           | Polen      | Einzelhandel    |      |
| MOL (A)                       | Ungarn     | Erdöl /-gas     |      |
| OMV                           | Österreich | Erdöl /-gas     |      |
| OTP Bank                      | Ungarn     | Bank            |      |
| PGE Polska Grupa Energetyczna | Polen      | Versorger       |      |
| PKO Bank Polski               | Polen      | Bank            |      |
| PKN Orlen                     | Polen      | Erdöl /-gas     |      |
| PGNiG                         | Polen      | Erdöl /-gas     |      |
| PZU                           | Polen      | Versicherungen  |      |
| Raiffeisen Bank International | Österreich | Bank            |      |
| Gedeon Richter                | Ungarn     | Pharma          |      |
| Fondul Proprietatea           | Rumänien   | Beteiligungen   |      |
| Verbund (A)                   | Österreich | Versorger       |      |
| voestalpine                   | Österreich | Stahl           |      |
| Wienerberger                  | Österreich | Baustoffe       |      |